# János Dunai
Dans le nom hongrois Dunai János, le nom de famille précède le prénom, mais cet article utilise l’ordre habituel en français János Dunai, où le prénom précède le nom.
János Dunai, né le 26 juin 1937 à Gara et mort à Pécs le 13 février 2025, est un footballeur hongrois. Il joue au poste d'attaquant.

## Carrière

### En club
János Dunai commence sa carrière au sein du Bajai Bácska Posztó en 1954,,.
Il devient joueur du Pécsi Mecsek FC en 1959.
Il raccroche les crampons en 1970.
En compétitions européennes, il dispute au total trois matchs pour aucun but inscrit en Coupe des villes de foire.

### En équipe nationale
International hongrois, il reçoit une unique sélection en équipe de Hongrie le 22 mai 1960 contre l'Angleterre (victoire 2-0 à Budapest),.
Il fait partie de l'équipe de Hongrie médaillée de bronze aux Jeux olympiques 1960. Il dispute quatre rencontres durant la compétition et inscrit cinq buts : deux doublés contre le Pérou, la France et un but lors de la finale pour la troisième place contre l'Italie.

### Entraîneur
Il poursuit une carrière d'entraîneur après sa carrière de joueur.

## Palmarès

### En sélection
Hongrie
- Jeux olympiques :
  -  Bronze : 1960.